# Campeonato Mundial de Atletismo de 2019 - Salto triplo masculino
A competição do salto triplo masculino no Campeonato Mundial de Atletismo de 2019 foi realizada no Estádio Internacional Khalifa, em Doha, no Catar, entre os dias 27 e 29 de setembro.

## Recordes
Antes da competição, os recordes eram os seguintes:
| Recorde mundial                               | Jonathan Edwards (GBR) | 18.29 | Gotemburgo, Suécia         | 7 de agosto de 1995   |
| Recorde do campeonato                         | Jonathan Edwards (GBR) | 18.29 | Gotemburgo, Suécia         | 7 de agosto de 1995   |
| Recorde do ano                                | Will Claye (USA)       | 18.14 | Long Beach, Estados Unidos | 29 de junho de 2019   |
| Recorde africano                              | Tarik Bouguetaïb (MAR) | 17.37 | Khemisset, Marrocos        | 14 de julho de 2007   |
| Recorde asiático                              | Li Yanx (CHN)          | 17.59 | Jinan, China               | 26 de outubro de 2009 |
| Recorde da América do Norte, Central e Caribe | Christian Taylor (USA) | 18.21 | Pequim, China              | 27 de agosto de 2015  |
| Recorde da América do Sul                     | Jadel Gregório (BRA)   | 17.90 | Belém, Brasil              | 20 de maio de 2007    |
| Recorde europeu                               | Jonathan Edwards (GBR) | 18.29 | Gotemburgo, Suécia         | 7 de agosto de 1995   |
| Recorde da Oceania                            | Ken Lorraway (AUS)     | 17.46 | Londres, Reino Unido       | 7 de agosto de 1982   |

Os seguintes recordes mundiais ou olímpicos foram estabelecidos durante esta competição:
| Data           | Evento | Atleta                     | Distância | Notas            |
| -------------- | ------ | -------------------------- | --------- | ---------------- |
| 29 de setembro | Final  | Hugues Fabrice Zango (BUR) | 17.66     | Recorde africano |

## Medalhistas
| Ouro                   | Prata            | Bronze                     |
| Christian Taylor (USA) | Will Claye (USA) | Hugues Fabrice Zango (BUR) |

## Tempo de qualificação
| Tempo de qualificação |
| --------------------- |
| 16.95 m               |

## Calendário
| Data                   | Horário | Fase         |
| ---------------------- | ------- | ------------ |
| 27 de setembro de 2019 | 19:25   | Qualificação |
| 29 de setembro de 2019 | 21:45   | Final        |

Todos os horários estão no horário local (UTC+3)

## Resultados

### Qualificação
Qualificação: 17,10 m (Q) ou as 12 melhores performances (q).
| Pos. | Grupo | Atleta               | Nacionalidade   | #1    | #2    | #3    | Resultado | Notas |
| ---- | ----- | -------------------- | --------------- | ----- | ----- | ----- | --------- | ----- |
| 1    | A     | Pedro Pablo Pichardo | Portugal        | 17.38 |       |       | 17.38     | Q     |
| 2    | A     | Hugues Fabrice Zango | Burquina Fasso  | 16.60 | 17.17 |       | 17.17     | Q     |
| 3    | B     | Christian Taylor     | Estados Unidos  | 16.99 | 16.94 | —     | 16.99     | q     |
| 4    | A     | Donald Scott         | Estados Unidos  | x     | 16.47 | 16.99 | 16.99     | q     |
| 5    | A     | Will Claye           | Estados Unidos  | 16.83 | 15.25 | 16.97 | 16.97     | q     |
| 6    | B     | Alexis Copello       | Azerbaijão      | 16.67 | x     | 16.95 | 16.95     | q     |
| 7    | B     | Jordan Díaz          | Cuba            | 16.61 | 16.60 | 16.93 | 16.93     | q     |
| 8    | A     | Almir dos Santos     | Brasil          | 16.92 | —     | 16.21 | 16.92     | q     |
| 9    | B     | Fang Yaoqing         | China           | x     | 16.92 | x     | 16.92     | q     |
| 10   | B     | Wu Ruiting           | China           | x     | 16.90 | 16.80 | 16.90     | q     |
| 11   | A     | Cristian Nápoles     | Cuba            | 16.84 | 16.75 | 16.88 | 16.88     | q     |
| 12   | B     | Necati Er            | Turquia         | x     | 16.65 | 16.87 | 16.87     | q     |
| 13   | B     | Omar Craddock        | Estados Unidos  | 16.87 | x     | x     | 16.87     |       |
| 14   | B     | Dmitriy Sorokin      | Atletas Neutros | 16.68 | x     | 16.86 | 16.86     |       |
| 15   | B     | Nelson Évora         | Portugal        | 16.26 | 16.67 | 16.80 | 16.80     |       |
| 16   | A     | Zhu Yaming           | China           | 16.79 | 16.75 | 16.48 | 16.79     |       |
| 17   | B     | Benjamin Williams    | Grã-Bretanha    | 15.89 | 16.77 | 15.55 | 16.77     |       |
| 18   | A     | Alexey Fyodorov      | Atletas Neutros | 16.49 | 16.71 | 16.16 | 16.71     |       |
| 19   | A     | Nazim Babayev        | Azerbaijão      | 16.65 | 16.38 | 16.51 | 16.65     |       |
| 20   | A     | Yasser Mohamed Triki | Argélia         | 16.34 | 16.62 | 16.51 | 16.62     |       |
| 21   | B     | Georgi Tsonov        | Bulgária        | x     | 16.61 | 16.08 | 16.61     |       |
| 22   | A     | Benjamin Compaoré    | França          | 16.59 | 16.35 | 16.15 | 16.59     |       |
| 23   | A     | Simo Lipsanen        | Finlândia       | 16.44 | 16.47 | x     | 16.47     |       |
| 24   | A     | Andy Díaz            | Cuba            | x     | 16.41 | 16.39 | 16.41     |       |
| 25   | A     | Chengetayi Mapaya    | Zimbabwe        | 14.80 | x     | 16.36 | 16.36     |       |
| 26   | B     | Jean-Marc Pontvianne | França          | 16.02 | 16.31 | x     | 16.31     |       |
| 27   | B     | Alexsandro Melo      | Brasil          | 15.90 | 16.26 | x     | 16.26     |       |
| 28   | A     | Latario Collie-Minns | Bahamas         | 16.26 | x     | x     | 16.26     |       |
| 29   | B     | Levon Aghasyan       | Armênia         | 16.24 | 15.98 | 16.04 | 16.24     |       |
| 30   | B     | Lathone Collie-Minns | Bahamas         | 15.62 | 13.50 | 15.89 | 15.89     |       |
| 31   | A     | Ruslan Kurbanov      | Uzbequistão     | x     | 15.86 | x     | 15.86     |       |
| 32   | A     | Andrea Dallavalle    | Itália          | x     | 14.63 | 15.09 | 15.09     |       |
| 33   | B     | Jordan Scott         | Jamaica         | 14.73 | —     | —     | 14.73     |       |

### Final
A final ocorreu dia 29 de setembro às 21:46.
| Pos.              | Atleta               | Nacionalidade  | Tentativa | Tentativa | Tentativa | Tentativa | Tentativa | Tentativa | Marca | Notas                |
| Pos.              | Atleta               | Nacionalidade  | 1         | 2         | 3         | 4         | 5         | 6         | Marca | Notas                |
| ----------------- | -------------------- | -------------- | --------- | --------- | --------- | --------- | --------- | --------- | ----- | -------------------- |
| Medalha de ouro   | Christian Taylor     | Estados Unidos | x         | x         | 17.42     | 17.86     | 17.92     | 17.54     | 17.92 | Recorde da temporada |
| Medalha de prata  | Will Claye           | Estados Unidos | 17.61     | 17.72     | 17.53     | 17.74     | 17.74     | 17.66     | 17.74 |                      |
| Medalha de bronze | Hugues Fabrice Zango | Burquina Fasso | 17.18     | 17.46     | 17.29     | x         | 17.56     | 17.66     | 17.66 | Recorde africano     |
| 4                 | Pedro Pablo Pichardo | Portugal       | 17.49     | 17.28     | 17.49     | 17.62     | 17.60     | 17.00     | 17.62 | Recorde da temporada |
| 5                 | Cristian Nápoles     | Cuba           | 17.36     | 17.38     | x         | x         | –         | –         | 17.38 | Recorde pessoal      |
| 6                 | Donald Scott         | Estados Unidos | x         | 16.57     | 17.05     | x         | 15.08     | 17.17     | 17.17 |                      |
| 7                 | Alexis Copello       | Azerbaijão     | x         | x         | 17.10     | x         | x         | –         | 17.10 | Recorde da temporada |
| 8                 | Jordan Díaz          | Cuba           | 15.88     | 16.86     | 17.10     | 16.86     | 17.06     | 16.69     | 17.06 |                      |
| 9                 | Wu Ruiting           | China          | 16.97     | 16.86     | 16.88     |           |           |           | 16.97 |                      |
| 10                | Fang Yaoqing         | China          | 15.94     | 16.42     | 16.65     |           |           |           | 16.65 |                      |
| 11                | Necati Er            | Turquia        | 16.34     | x         | 15.62     |           |           |           | 16.34 |                      |
| 12                | Almir dos Santos     | Brasil         | x         | x         | 15.01     |           |           |           | 15.01 |                      |

Legenda
| Recorde mundial       | Recorde mundial (World record)               |                       | Recorde africano                      | Recorde africano (African) |                                           | Q | Classificado por posição (Qualified) |
| Recorde do campeonato | Recorde do campeonato (Championship record)  | Recorde da América    | Recorde da América (Americas)         | q                          | Classificado por melhor tempo (Qualified) |   |                                      |
| Melhor marca do ano   | Melhor marca do ano (World leading)          | Recorde asiático      | Recorde asiático (Asian)              | DNS                        | Não largou (Did not start)                |   |                                      |
| Recorde nacional      | Recorde nacional (National record)           | Recorde europeu       | Recorde europeu (European)            | DNF                        | Não terminou (Did not finish)             |   |                                      |
| Recorde pessoal       | Recorde pessoal do atleta (Personal best)    | Recorde da Oceania    | Recorde da Oceania (Oceania)          | DSQ / DQ                   | Desclassificado (Disqualified)            |   |                                      |
| Recorde da temporada  | Recorde da temporada do atleta (Season best) | Recorde sul-americano | Recorde sul-americano (South America) | NM                         | Sem marca (No mark)                       |   |                                      |